# Каміль Черекчі
Каміль Ахмет Черекчі (тур. Kamil Ahmet Çörekçi, нар. 1 лютого 1992, Лондон, Велика Британія) — турецький футболіст, фланговий захисник клубу «Хатайспор».

## Ігрова кар'єра

### Клубна
Каміль Черекчі народився в Лондоні в родині кіпріотських турків. Займатися футболом починав в академіях англійських клубів «Фулгем» та «Міллволл». 
Влітку 2010 року Черекчі повернувся до Туреччини, де приєднався до клубу «Буджаспор». У листопаді 2010 року футболіст дебютував у турнірі турецької Суперліги. Після того, як у 2012 році клуб вилетів до першої ліги, сам Черекчі перейшов до клубу «Кайсеріспор». Першу частину сезону 2013/14 футболіст провів в оренді у клубі Першої ліги «Адана Демірспор».
У складі «Ескішехірспора» влітку 2014 року Черекчі дістався фіналу національного кубка, де його команда мінімально поступилася «Галатасараю». 
Влітку 2017 року Черекчі перейшов до «Трабзонспору», з яким у 2020 році виграв Кубок та Суперкубок Туреччини. Влітку 2021 року фк вільний агент Черекчі перейшов до клубу Суперліги «Хатайспор».

### Збірна
Каміль Черекчі виступав за юнацькі збірні Туреччини всіх вікових категорій. У 2011 році у складі збірної Туреччини (U-19) Черекчі брав участь у юнацькій першості Європи, де за результатами турніру був внесений до символічної збірної чемпіонату.

## Титули
Трабзонспор
 Переможець Кубка Туреччини: 2019/20
 Переможець Суперкубка Туреччини: 2020